# Saint-Cergue
Saint-Cergue je obec na jihozápadě Švýcarska v okrese Nyon v kantonu Vaud. Žije zde přibližně 2 600 obyvatel.

## Geografie

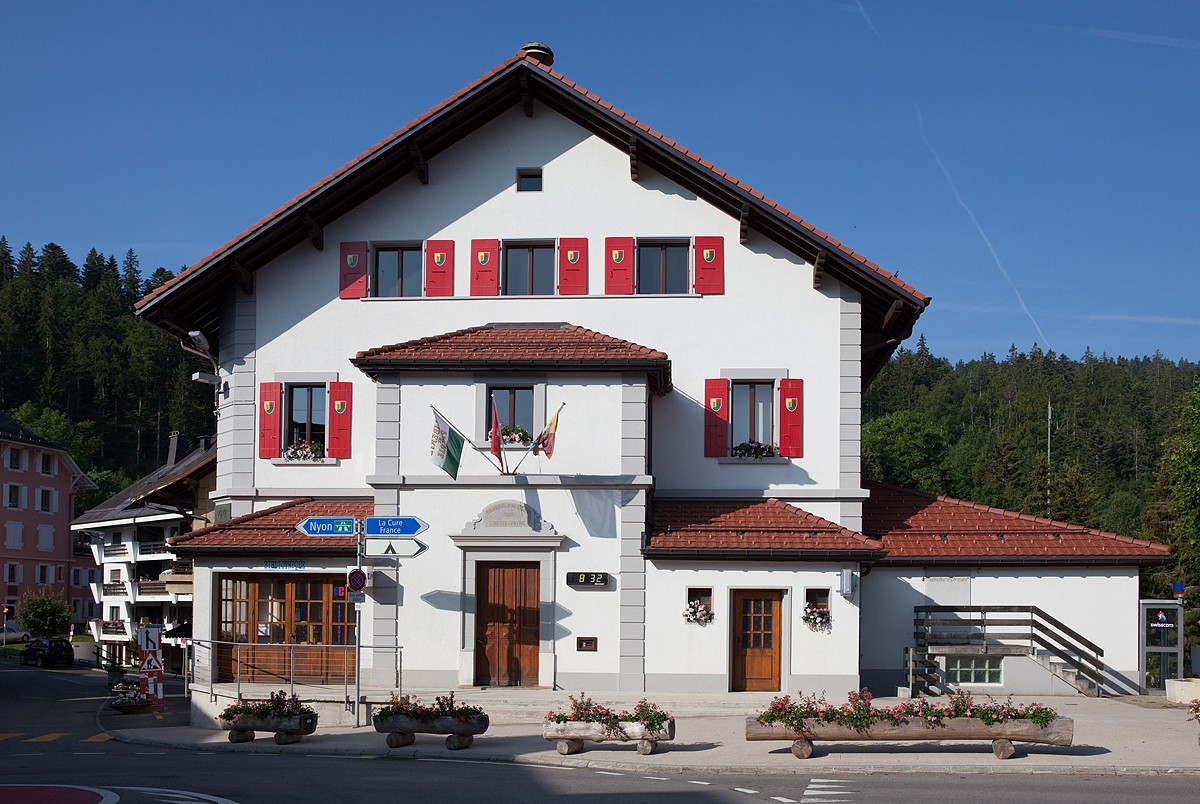
Obecní úřad

Saint-Cergue leží v nadmořské výšce 1041 m, vzdušnou čarou 9 km severozápadně od okresního města Nyon. Vesnice leží v kotlině nad údolím Combe de Créva Tsevau, ve výšce nejpřednějšího jurského masivu, v průsmyku Col de la Givrine, východně od hory La Dôle.
Území obce o rozloze 24,3 km² pokrývá část pohoří Vaudský Jura. Část území patří do chráněné zóny Parc jurassien vaudois. Oblast se rozkládá po obou stranách údolí Col de la Givrine v jurském masivu mezi La Dôle na jihu a Noirmont na severu. Na severu zasahuje území obce do výšin Fruitières de Nyon (1330 m n. m.) a Combe Grasse (1370 m n. m.) a na jihu do svahů La Barillette a Pointe de Fin Château (nejvyšší bod Saint-Cergue ve výšce 1530 m n. m.). V oblasti průsmyku Col de la Givrine se nacházejí rozsáhlé lesní oblasti Bois de la Pile a Bois de la Givrine. Na úplném západě, na hranici s Francií, zasahuje Saint-Cergue do nejhořejšího povodí řek Bienne a Orbe. Na výšinách se rozkládají rozsáhlé jurské pastviny s typickými mohutnými smrky, které zde stojí buď jednotlivě, nebo ve skupinách. Úzký úsek oblasti se táhne jihovýchodním směrem po hustě zalesněném svahu Côte de Nyon téměř k úpatí Jury. V roce 1997 bylo 6 % rozlohy obce pokryto zastavěnou plochou, 65 % lesy a lesními porosty, 28 % zemědělstvím a necelé 1 % neproduktivní půdou.
Saint-Cergue zahrnuje osadu La Cure (1155 m n. m.), vesnici západně od Col de la Givrine, četné rekreační osady a mnoho farem roztroušených po jurských výšinách. Sousedními obcemi jsou Gingins, Trélex, Givrins a Arzier-Le Muids v kantonu Vaud a Les Rousses a Prémanon ve Francii.

## Historie

Letecký pohled (1964)

První zmínka o obci pochází z roku 1110 a nese název ecclesia Sancti Cyrici, v 15. století se objevuje název Saint-Cergues. Již na počátku 12. století stál v Saint-Cergue kostel, který patřil pod správu opatství Saint-Claude. Vesnice měla významnou strategickou polohu na údolí Col de la Givrine, které bylo již ve středověku hojně navštěvováno obchodníky a kupci. Pod ochranou opatství postavil rod Thoire-Villars ve 14. století nedaleko Saint-Cergue hrad a udělil obci daňové úlevy.
Po dobytí Vaudu Bernem v roce 1536 přešlo Saint-Cergue pod správu panství Nyon. Po pádu Staré konfederace patřila obec v letech 1798–1803 v období helvétského soustátí ke kantonu Léman, který byl poté, když vstoupila v platnost Ústava o zprostředkování, sloučen s kantonem Vaud. V roce 1798 byla přiřazena k okresu Nyon.

## Obyvatelstvo
| Rok            | 1764 | 1850 | 1900 | 1910 | 1930 | 1950 | 1960 | 1970 | 1980 | 1990 | 2000 | 2013 |
| Počet obyvatel | 171  | 362  | 376  | 381  | 405  | 409  | 460  | 582  | 541  | 1332 | 1601 | 2259 |

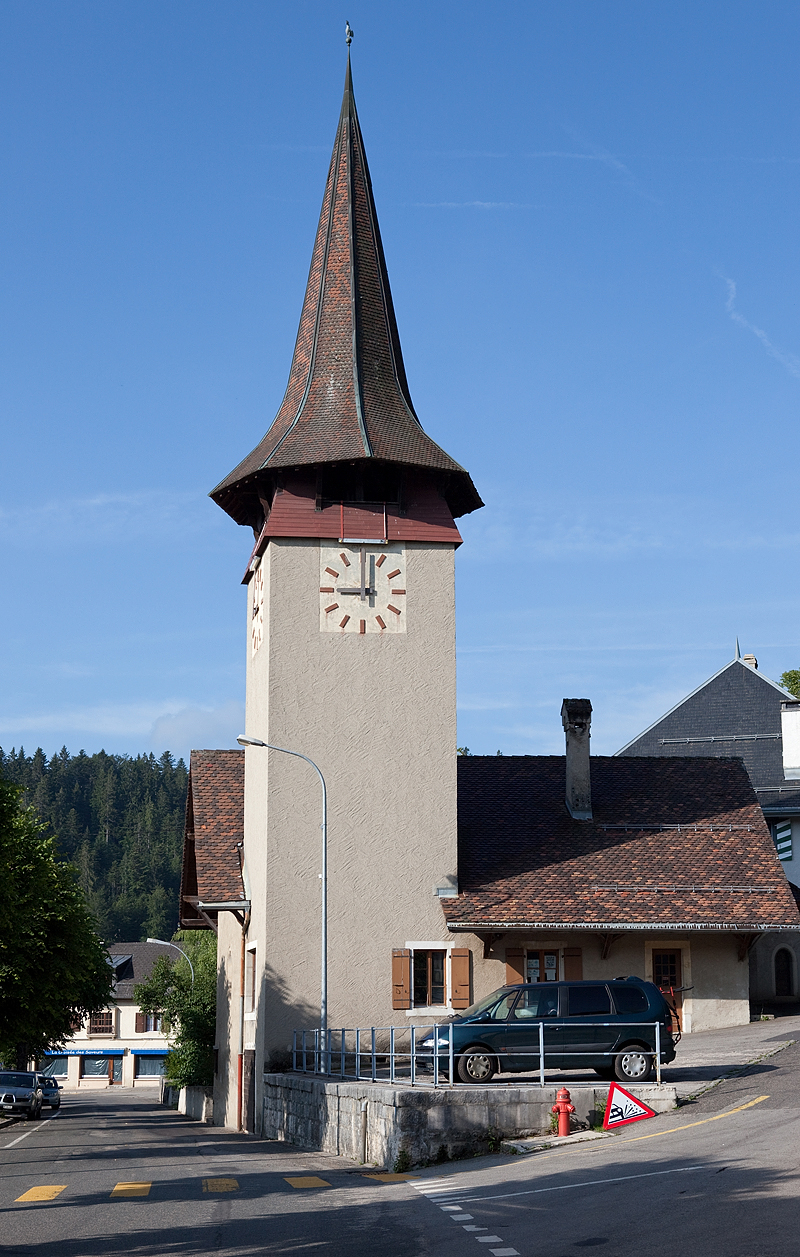
Kostel

Z celkového počtu obyvatel je 86,1 % francouzsky mluvících, 4,9 % německy mluvících a 4,2 % anglicky mluvících (stav v roce 2000). V roce 1900 žilo v Saint-Cergue celkem 376 obyvatel. Po roce 1960 (460 obyvatel) začal počet obyvatel rychle růst a během 40 let se zčtyřnásobil.

## Hospodářství
Až do začátku 20. století byla obec Saint-Cergue především zemědělskou obcí. Dnes hraje zemědělství s chovem dobytka a mléka a lesnictví jako zdroj příjmů obyvatel obce pouze okrajovou roli. Pracovní příležitosti jsou v místním obchodě a především ve službách (cestovní ruch). V posledních desetiletích se obec vyvinula také v rezidenční obec. Mnoho pracujících dojíždí za prací především do Nyonu a Ženevy.

## Doprava

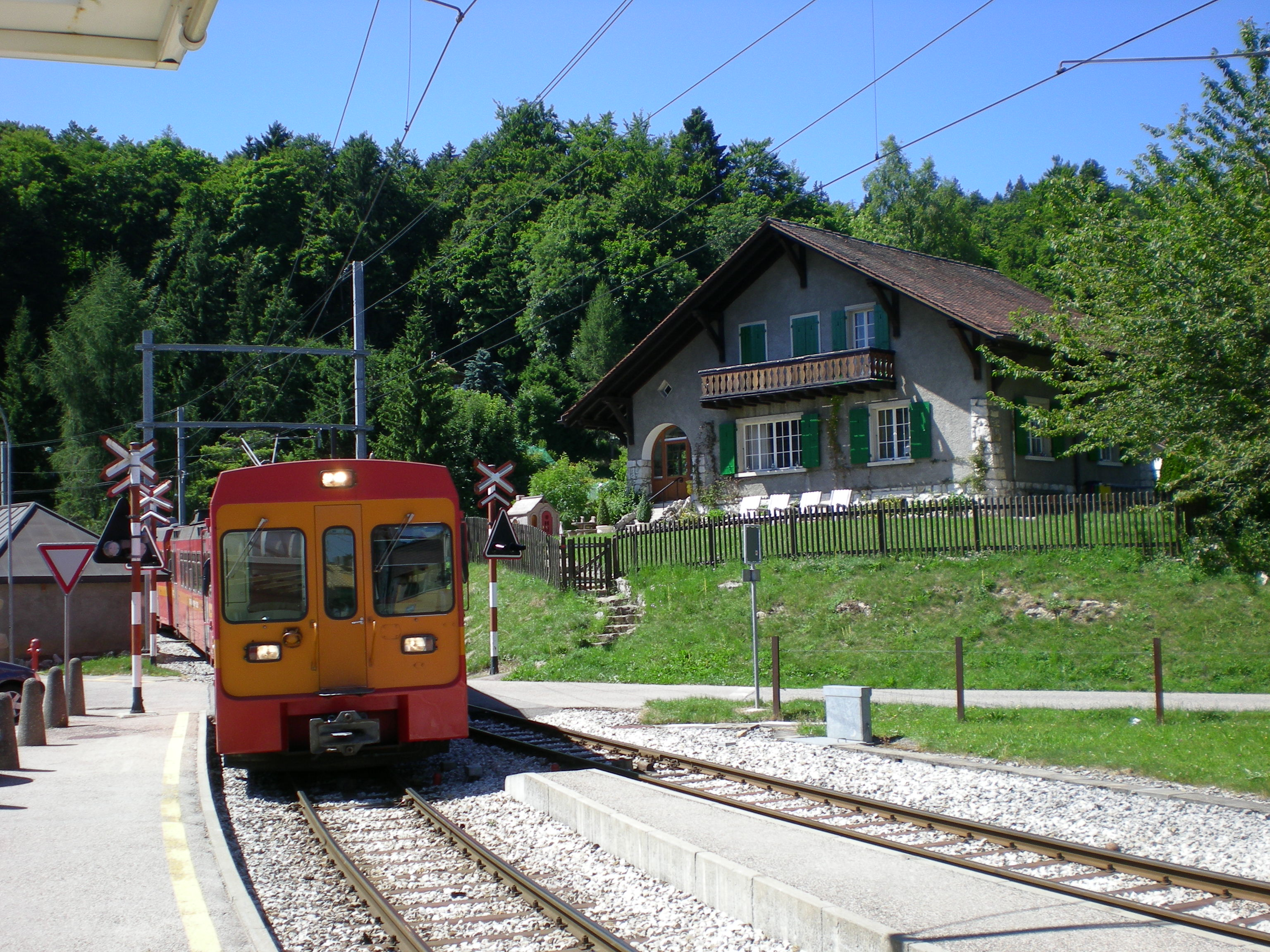
Vlak ve stanici Saint-Cergue

Obec má dobré dopravní spojení. Leží na hlavní silnici z Nyonu přes průsmyk Col de la Givrine do Morez ve Francii. Dálniční křižovatka Nyon na dálnici A1 (Ženeva–Lausanne) je od obce vzdálena asi 12 km. Úzkorozchodná železnice z Nyonu do Saint-Cergue byla zprovozněna 12. července 1916. Přibližně o rok později, 18. srpna 1917, bylo slavnostně otevřeno pokračování do La Cure.